# خايمي كوريا
خايمي كوريا (بالإسبانية: Jaime Correa Córdoba) مواليد 6 أغسطس 1979 في ولاية دورانغو، المكسيك، هو لاعب كرة قدم مكسيكي يلعب لمنتخب المكسيك لكرة القدم كلاعب وسط.

## روابط خارجية
- خايمي كوريا على موقع الاتحاد الدولي (مؤرشف)  (الإنجليزية)
- خايمي كوريا على موقع قاعدة بيانات كرة القدم.إي يو (الإنجليزية)
- خايمي كوريا على موقع ناشيونال فوتبول تيمز (الإنجليزية)
- خايمي كوريا على موقع Soccerway.com (الإنجليزية)